# Greatest Flix II
A Greatest Flix II a brit Queen együttes 1991-es videóklip válogatása. A tíz évvel korábbi első részhez hasonlóan ez is egyszerre jelent meg a Greatest Hits II válogatásalbummal, ami a zenekar második évtizedének leghíresebb dalait tartalmazta, míg a Greatest Flix II a videóklipeket. A kiadvány alig egy hónappal Freddie Mercury énekes halála előtt jelent meg. Ezzel egyidőben kiadták a Box of Flix nevű díszdobozos gyűjteményt, ami négy bónusz klippel megtoldva tartalmazta a Greatest Flix I és II válogatásokat.
2002 júliusában egy brazil DVD-magazin mellékleteként újra megjelent a Greatest Flix II.

## Számlista
1. A Kind Of Magic
2. Under Pressure
3. Radio Ga Ga
4. I Want It All (Single Version)
5. I Want To Break Free (Single Version)
6. Innuendo
7. It's A Hard Life
8. Breakthru
9. Who Wants To Live Forever (Single Edit)
10. Headlong
11. The Miracle
12. I'm Going Slightly Mad
13. The Invisible Man
14. Hammer To Fall (Single Edit)
15. Friends Will Be Friends
16. The Show Must Go On
17. One Vision (Single Edit)

## Közreműködők
- Freddie Mercury – ének, piano
- Brian May – gitár, ének
- John Deacon – basszusgitár
- Roger Taylor – dobok, ének